# Porta Angelica (Rom)

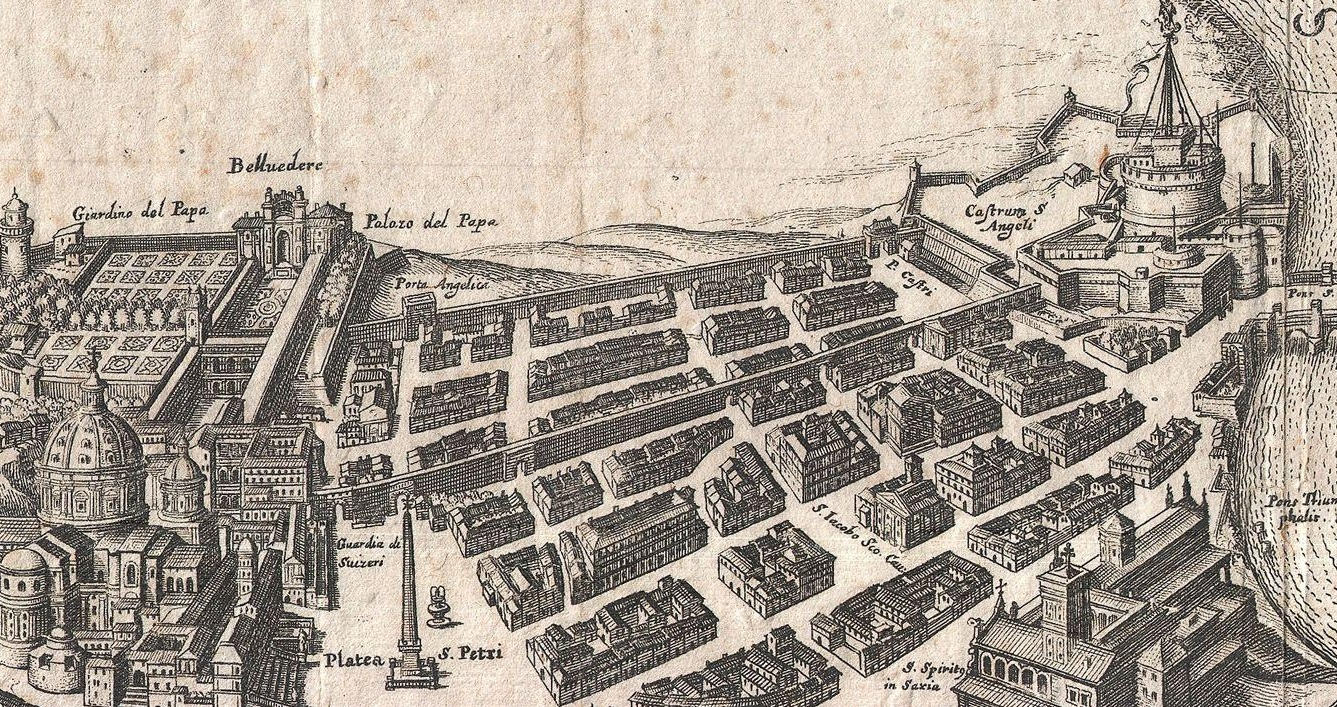
Porta Angelica (nördlich in Verlängerung des Obelisken) auf Merians Stadtplan von 1652

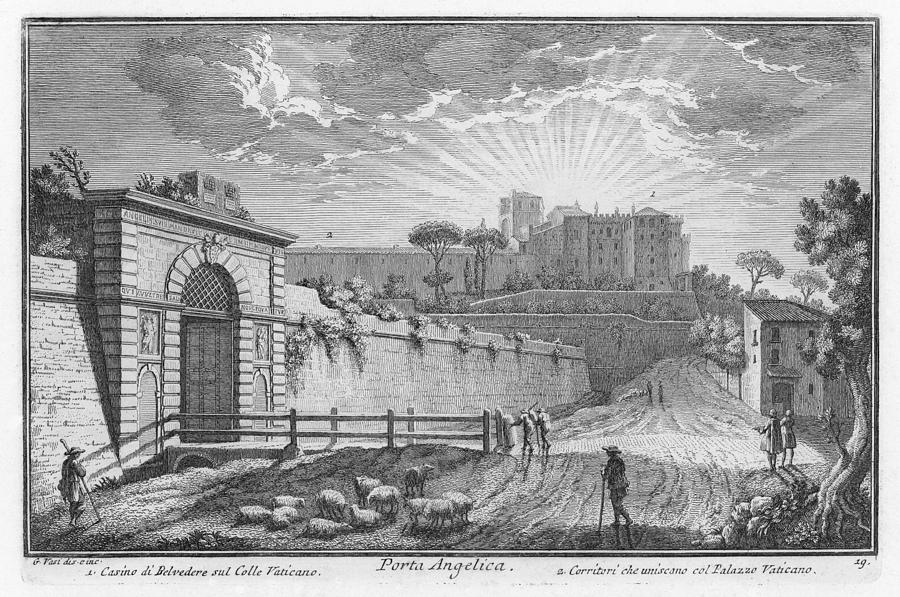
Giuseppe Vasi: Porta Angelica (um 1750)

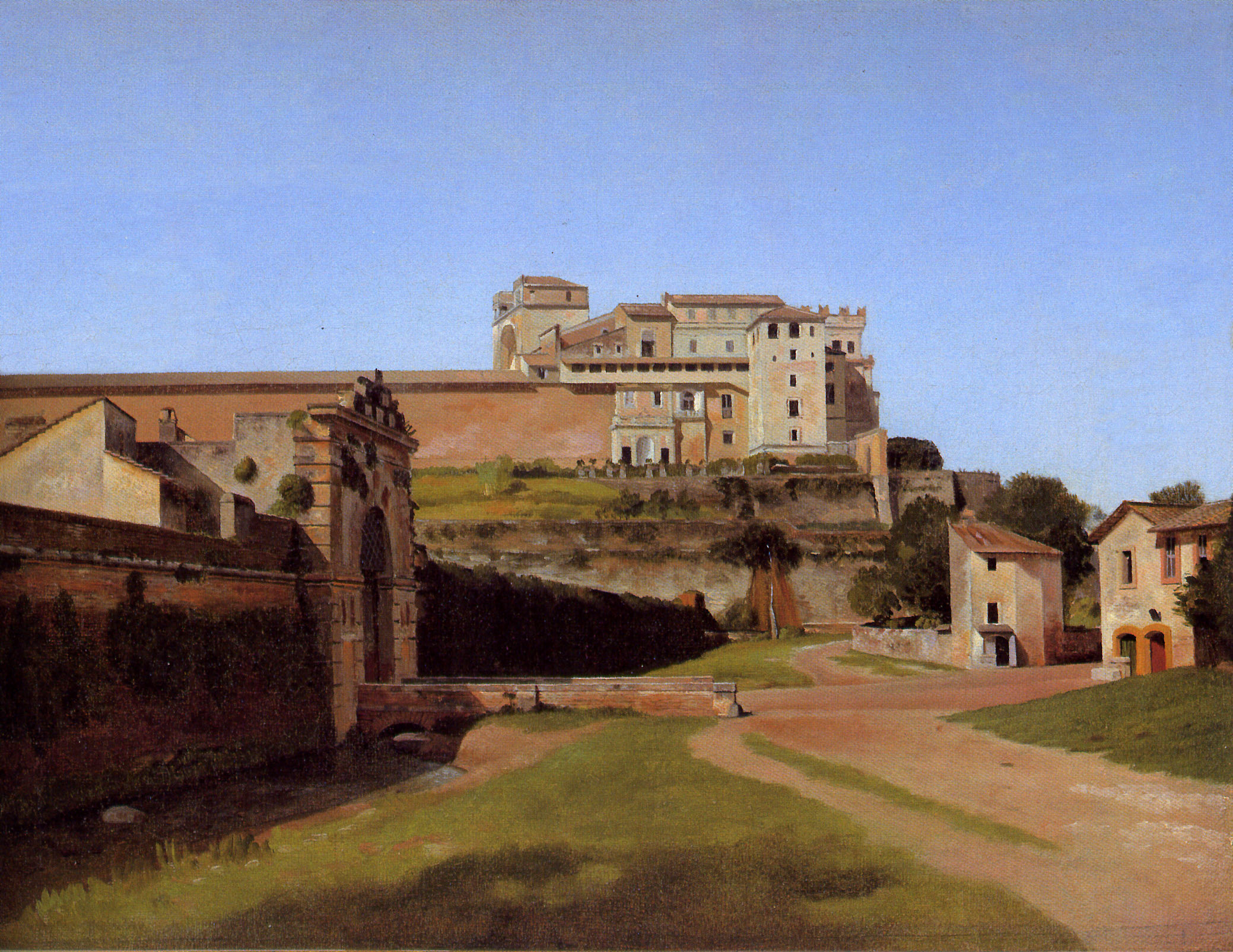
Christoffer Wilhelm Eckersberg: Porta Angelica (1813)

Die Porta Angelica war ein Tor in der ab 1561 errichteten und 1888 abgetragenen nördlichen Stadtmauer des Borgo, des Siedlungsbereichs zwischen der Vatikanstadt und der Engelsburg in Rom.

## Geschichte
Der Vatikanhügel mit der konstantinischen Petersbasilika lag außerhalb der Mauern des antiken Rom. Papst Leo IV. reagierte auf die Sarazeneneinfälle des 9. Jahrhunderts mit der Errichtung der Leoninischen Mauer, die den Vatikanhügel und einen schmalen Siedlungsstreifen bis zur Engelsburg umgab. Die Nordgrenze dieses Streifens war der heute Passetto di Borgo genannte Mauerabschnitt.
Da der Borgo (die Città Leonina – „Leostadt“) sich im Norden weiter ausgedehnt hatte, ließ Papst Pius IV. ab 1561 einen neuen Mauerzug von der Nordschanze des Vatikans zur Nordschanze der Engelsburg errichten. Am vatikanischen Ende dieser neuen Mauer ließ er ein Tor einfügen, durch das eine neue Fernstraße nach Norden führen sollte, sodass es der Porta del Popolo an Bedeutung nahekommen oder sie sogar übertreffen sollte. Die feierliche Eröffnung war 1563. Am Südende der Straße ließ er eine Bogenöffnung (fornice) in den Passetto schlagen – der zweite, östliche Bogen wurde 1933 hinzugefügt –, sodass die Straße direkt in den Petersplatz mündete – die Kolonnaden Berninis entstanden erst hundert Jahre später.
Das Tor erhielt nach dem zweiten Taufnamen Pius’ IV. (geboren als Giovanni Angelo Medici) und damit nach dessen zweitem Namenspatron, dem Schutzengel, den Namen Porta Angelica – „Engelspforte“. Die Straße heißt bis heute Via di Porta Angelica.
Entgegen der Absicht des Papstes blieb die Bedeutung des Tores mit der es durchquerenden Straße untergeordnet und auch seine künstlerische Ausstattung blieb sparsam. Auf dem waagerechten oberen Abschluss wurden, nach damals verbreitetem Brauch, in Drahtkörben die Köpfe von Hingerichteten zur Abschreckung ausgestellt – der letzte erst 1840.
1849 war die Porta Angelica einer der Hauptkampfplätze zwischen den Verteidigern der Römischen Republik und den französischen Truppen, die zur Wiederherstellung der Herrschaft Pius’ IX. anrückten.
Nach dem Ende des Kirchenstaats 1870 wurde Rom Hauptstadt des italienischen Nationalstaats. 1888 wurde der gesamte Mauerzug Pius’ IV. abgerissen, um Platz für eine moderne Bebauung und Straßenführung zu schaffen.

## Heutige Spuren

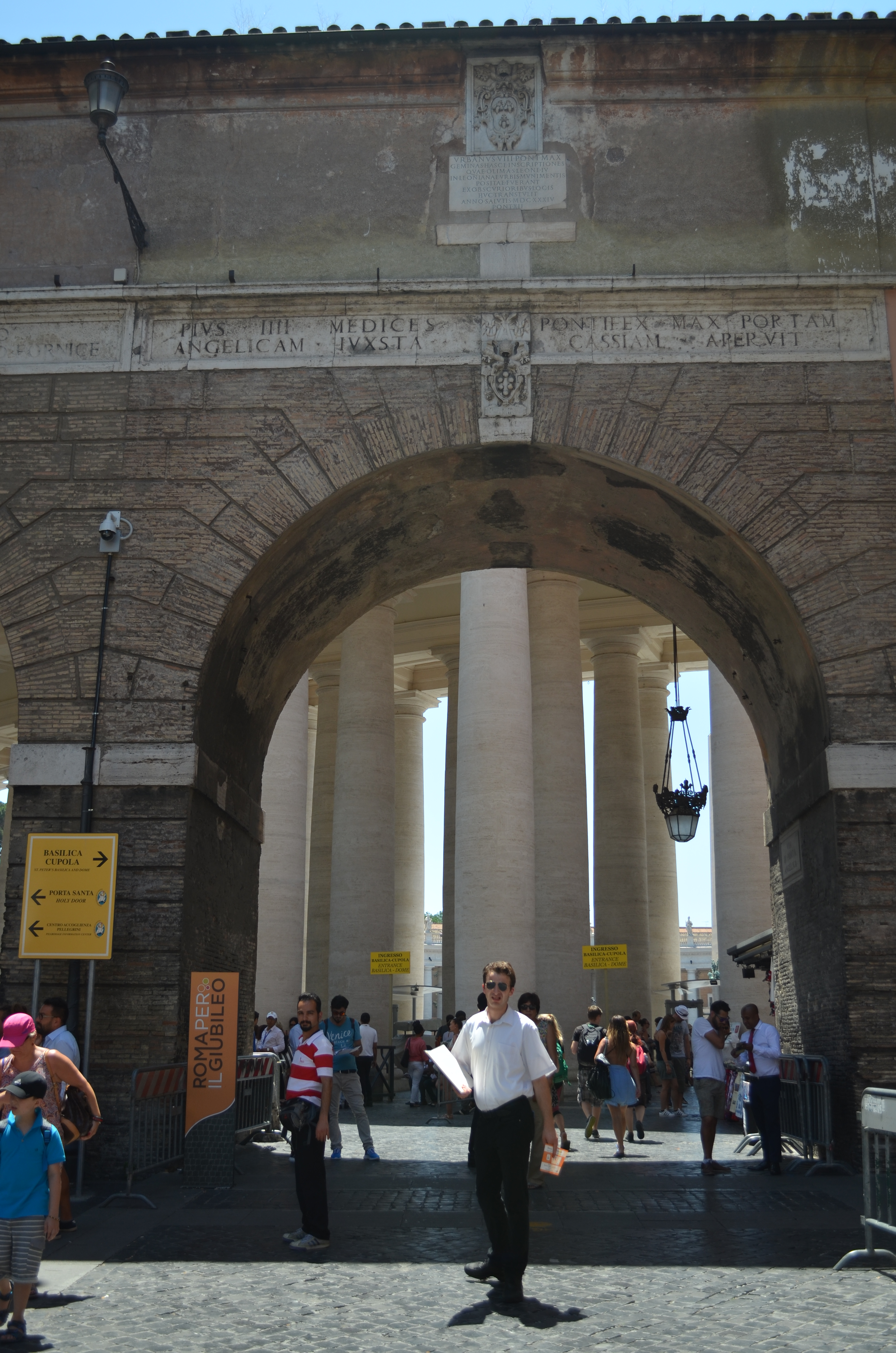
Westlicher Torbogen von der Via di Porta Angelica zum Petersplatz

Außer den Straßennamen Via di Porta Angelica, Borgo Angelico und Viale Angelico erinnern die zeitgenössischen Inschriften am westlichen (alten) Torbogen durch den Passetto zum Petersplatz an die Baumaßnahme Pius’ IV. und die Porta Angelica:
Nordseite zur Via di Porta Angelica:
PIVS IIII MEDICES PONTIFEX MAX PORTAM ANGELICAM IVXSTA CASSIAM APERVIT
„Papst Pius IV. Medici öffnete die Porta Angelica an der Via Cassia.“
Südseite zum Petersplatz:
PIVS IIII MEDICES PONTIFEX MAX VIAM ANGELICAM TRIBVS MILLIBVS PASSVVM AD CASSIAM DVXIT
„Papst Pius IV. Medici führte die Via Angelica drei Meilen bis zur Via Cassia fort.“

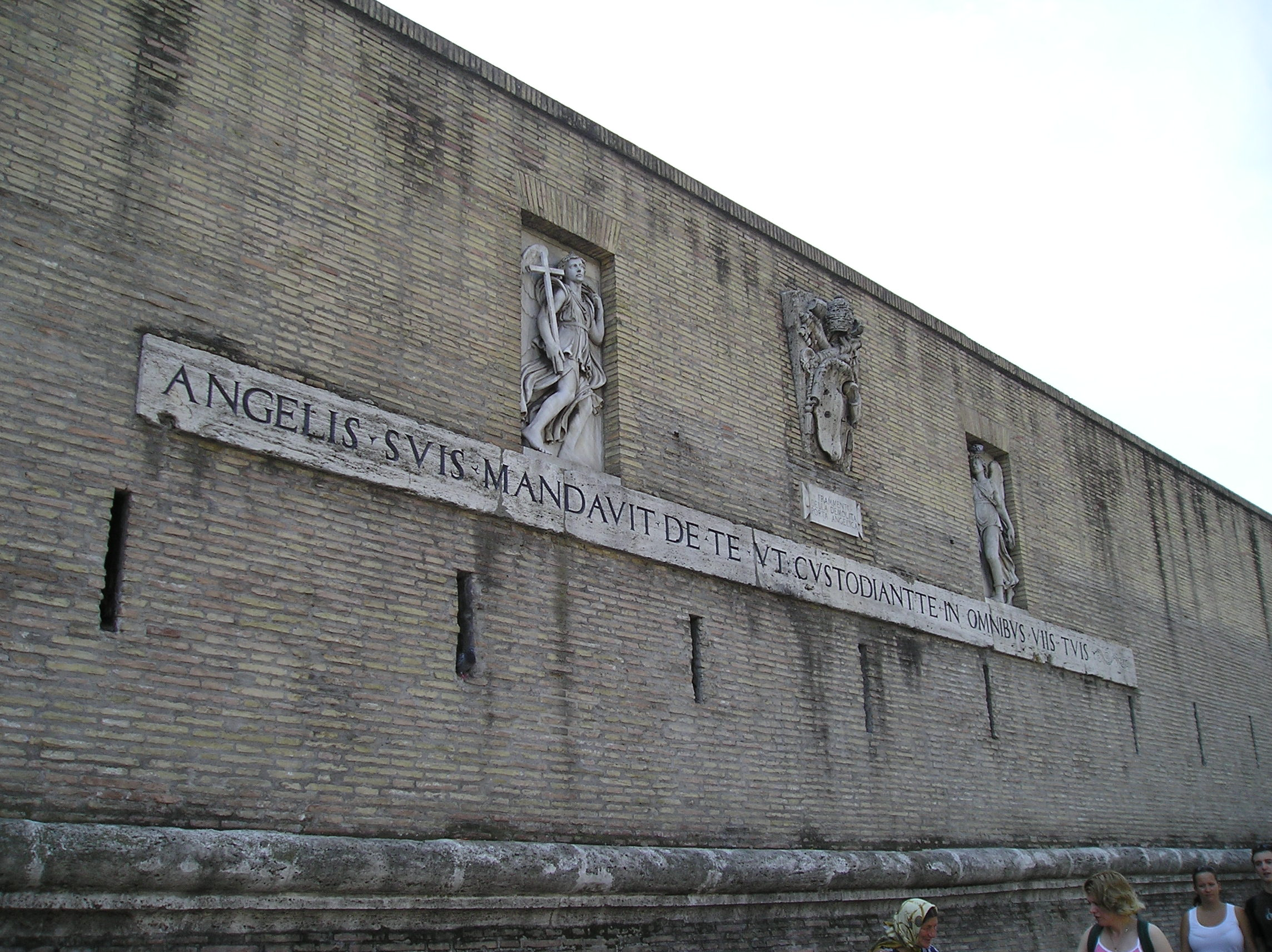
Reliefs von der Porta Angelica an der Nordostmauer des Vatikans (Piazza del Risorgimento)

Die Erwähnung der Via Cassia bezieht sich auf den Plan, diese alte Fernstraße von der Milvischen Brücke im Norden über die heutigen Straßen Via Capoprati, Viale Angelico und Via Ottaviano durch die Porta Angelica zum Petersplatz zu führen.
Außerdem wurden drei Reliefs und ein umfangreicher Schriftzug vor dem Abriss abgenommen und an der zur Piazza del Risorgimento weisenden Vatikanmauer angebracht. Die Reliefs zeigen zwei kreuztragende Engel und in der Mitte das Wappen des Papstes. Die Inschrift lautet:
ANGELIS SVIS MANDAVIT DE TE VT CVSTODIANT TE IN OMNIBVS VIIS TVIS.
„Er hat seinen Engeln über dich geboten, dass sie dich bewachen auf all deinen Wegen“ (Ps 91,11 ).
Unter dem Papstwappen informiert eine kleine Schrifttafel auf Italienisch:
FRAMMENTI DELLA DEMOLITA PORTA ANGELICA
„Bruchstücke von der abgerissenen Engelspforte“.

## Literarisches Zitat
In Friedrich Schillers Gedicht An die Freunde ist die „Engelspforte“ ein (in der Fortsetzung leicht ironisiertes) Symbol für einen Ort mit überwältigendem Ausblick:
Prächtiger, als wir in unserm Norden,
Wohnt der Bettler an der Engelspforten,
Denn er sieht das ewig einz’ge Rom!
Ihn umgibt der Schönheit Glanzgewimmel,
Und ein zweiter Himmel in den Himmel
Steigt Sanct Peters wunderbarer Dom.